# Golymini csata
A golymini csatára 1806.december 26-án került sor Golyminnél, Lengyelországban Golicin herceg mintegy  17 000-es orosz serege (28 ágyúval) és Murat marsall 38 000 francia és itáliai katonája között. Az orosz erők sikeresen kiszabadultak  a francia erők nyomásából.  A csata ugyanazon a napon zajlott le, mint a pułtuski csata.

## Előzmények
Miután Napóleon császár 1806 őszén meghódította Poroszországot, bevonult Lengyelországba, hogy szembenézzen az orosz hadsereggel, amely már arra készült, hogy támogassa a poroszokat, de egészen váratlanul érte őket a szövetségeseik veresége. A franciák átkeltek a  Visztula folyón és 1806. november 28-án bevonultak Varsóba.
Az orosz hadsereg teljes parancsnoksága  Mihail Kamenszkij kezében összpontosult, aki viszont idős és egyre betegeskedőbb volt. Az orosz első hadsereg gróf Bennigsen parancsnoksága alatt 55 000-68 000 főből állt, visszavonult a Visztulától, hogy a Wkra folyó partján egyesítsék  erőiket a 37 000 fős Buxhowden vezette második hadsereggel, amely Oroszországból 15 nappal előbb indult el, mint az első hadsereg. Kamenszkij azonban felismerve hibáját, hogy a franciák már átkeltek a Visztulán, december elején megpróbálta visszaszerezni állásait a folyóparton. A francia erők átkeltek a Nyugati-Bug folyón Modlinnál december 10-én, és a porosz hadtest L’Estocq tábornok parancsnoksága alatt nem tudta visszafoglalni Thornt (ma: Toruń). Bennigsen december 11-én  visszafoglalta, és megtartotta a Wkra folyó partját.
Amikor ezt jelentették Napóleonnak, ő azt feltételezhette, hogy az oroszok teljesen visszavonultak. A császár Murat parancsnoksága alá rendelte erőit (Davout 3. hadtestét, Augereau 7. hadtestét  és Lannes 5. hadtestét és az 1. lovas tartalékhadosztályt), hogy nyomuljon előre Pułtusk irányába, miközben Ney, Bernadotte és Bessières (6., 1. és 2. tartaléklovasság) forduljon szembe az orosz jobbszárnnyal és Soult (a 4. hadtest) kapcsolódjon a hadsereg két szárnyához.
Kamenszkij megállíttatta az orosz visszavonulást, és elrendelte, hogy támogassák a csapatokat a Wkra folyónál. Mert a francia–itáliai erők megkísérelték a nehéz átkelési manővert a folyón, de ez egészen addig nem sikerült, amíg Davout a Wkra és a Narew folyó találkozási pontjának közelében  december 22-én átkelt, így a franciák jutottak előnyhöz.
December 23-án, miután Soldaunál Bernadotte 1. hadteste kisebb ütközetbe keveredett L’Estocq porosz hadtestével, észak felé vonult Königsberg irányába. Megérezve a veszélyt, Kamenszkij visszavonulást rendelt el Osztrolenkánál. Bennigsen megszegve a parancsot, úgy döntött, hogy megáll, és felveszi a harcot december 26-án Pułtusknál. Északnyugatra, Golicin herceg 4. hadtestének nagyobb része  és Dohturov tábornok 5. hadosztálya visszafelé vonult Ostrołęka felé, Golymin falun keresztül. A 3. hadosztály  Sacken tábornok vezetésével, aki a kapcsolatot képezte a poroszok között, szintén Golyminen keresztül akart visszavonulni, de már a franciák továbbűzték északra, Ciechanow felé.  A 4. hadosztály néhány egysége Pułtusknál maradt.

## A csata

### Időjárási körülmények
Az időjárás súlyos nehézségeket okozott mindkét oldalon.  Az enyhe őszi időjárás is tovább tartott, mint rendesen. Az egyébként fagyott utak december 17-én felolvadtak  és sártengerré változtak, aztán újabb kétnapos olvadás következett be december 26-án is. Az eredmény az lett, hogy mindkét fél megállapította, hogy nagyon nehéz a manőverezni.  Különösen a franciák (mivel ők támadtak), nagyon nehezen szállították a tüzérséget, és így egyik sem tudta elérni Golymint.
Ellátási nehézségek is akadtak. Marbot kapitány, aki Augereau seregében szolgált, a következőket írta:
„Esik és szüntelenül havazik. Az ellátás kezd egyre rosszabb lenni: nincs több bor, sör is alig van, és ami a legrosszabb, nincs kenyér, és könyörögni vagy harcolni kell egy darab disznó vagy marhahúsért.”

### A csatamező
Golymin falu északi, északkeleti enyhe emelkedésű lapos területen feküdt. Erdők és mocsarak  vették szinte teljesen körül. A településtől a pultuski út délkeletre haladt, Ciechanow felé vezető északnyugatra, és Makow felé irányuló(az orosz visszavonulás célja), északkeletre.  A csapásirányba tartozott egy kis falu, Garnow, Golymintól délre, ezen kívül még Ruskowo falu délnyugaton, Kaleczintől kis távolságra nyugatra, és Wadkowo ciechanowi út mentén.

### A csata leírása

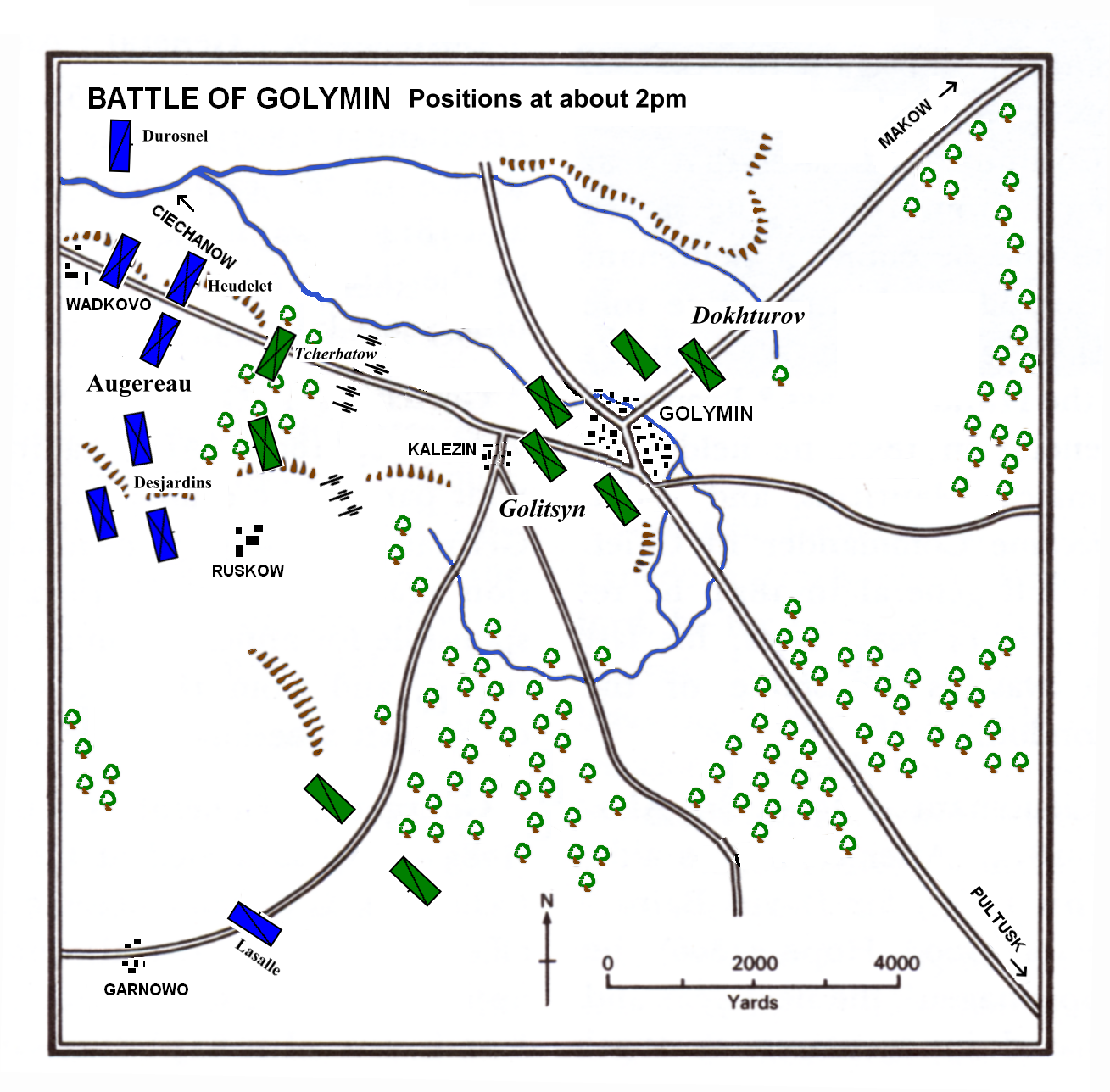
A csata állása délután két órakor

December 26-án délelőtt Golicin 4. hadosztályainak egységei elérték Golymint. Kimerültek voltak, hogy tovább haladjanak Makow felé és Golicin meg akarta várni Sacken  3. hadosztályainak egységeit. A faluban  Dohturovot találta, aki saját 5. hadosztályának nagy részét már tovább irányította Makow felé, de Golyminban maradt egy dragonyos és egy gyalogsági ezred. Golicin azt remélte, hogy a többi katonájával folytathatja a visszavonulást.
Murat lovassági tartalék hadteste és Augereau 7. hadteste a reggeli világosság első fényeinél (kb. 7 órakor) indult tovább a település felé. Lasalle lovashadosztálya volt az első, ami délnyugatról érkezett   kb 10 órakor.Golicin megerősítette a hátvédjét két század a lovassággal, három század vértessel és Lasalle katonáit visszaűzte az erdőbe. De körülbelül 2 órakor Augereau hadteste is megjelent keletről. Golicin feladta a kísérletet a visszavonulásra, a katonái túl kimerültek voltak és nem akart harc nélkül visszavonulni. Egy ezred gyalogságot küldött Scserbatov herceg parancsnokságával az erdőbe Kaleczin körül és a többi csapatait Golymin előtt állította fel. A lovasságából és Dohturov csapataiból képezte a tartalékot, a seregének többi részét Golymin elé helyezte.
Augereau két hadosztálya támadásnak indult, Haudelet bal oldalon Ruskowból és Desjardins a jobb oldalon Wadkowból. Desjardin hadosztálya először visszavetette Scserbatovot, de az oroszok egy gyalogos zászlóalj erősítést kaptak, akik visszaverték a franciákat. Heudelet nagyon lassan haladt előre. A nap többi részében Heudelet hadereje lassan visszanyomta az orosz jobbszárnyat.

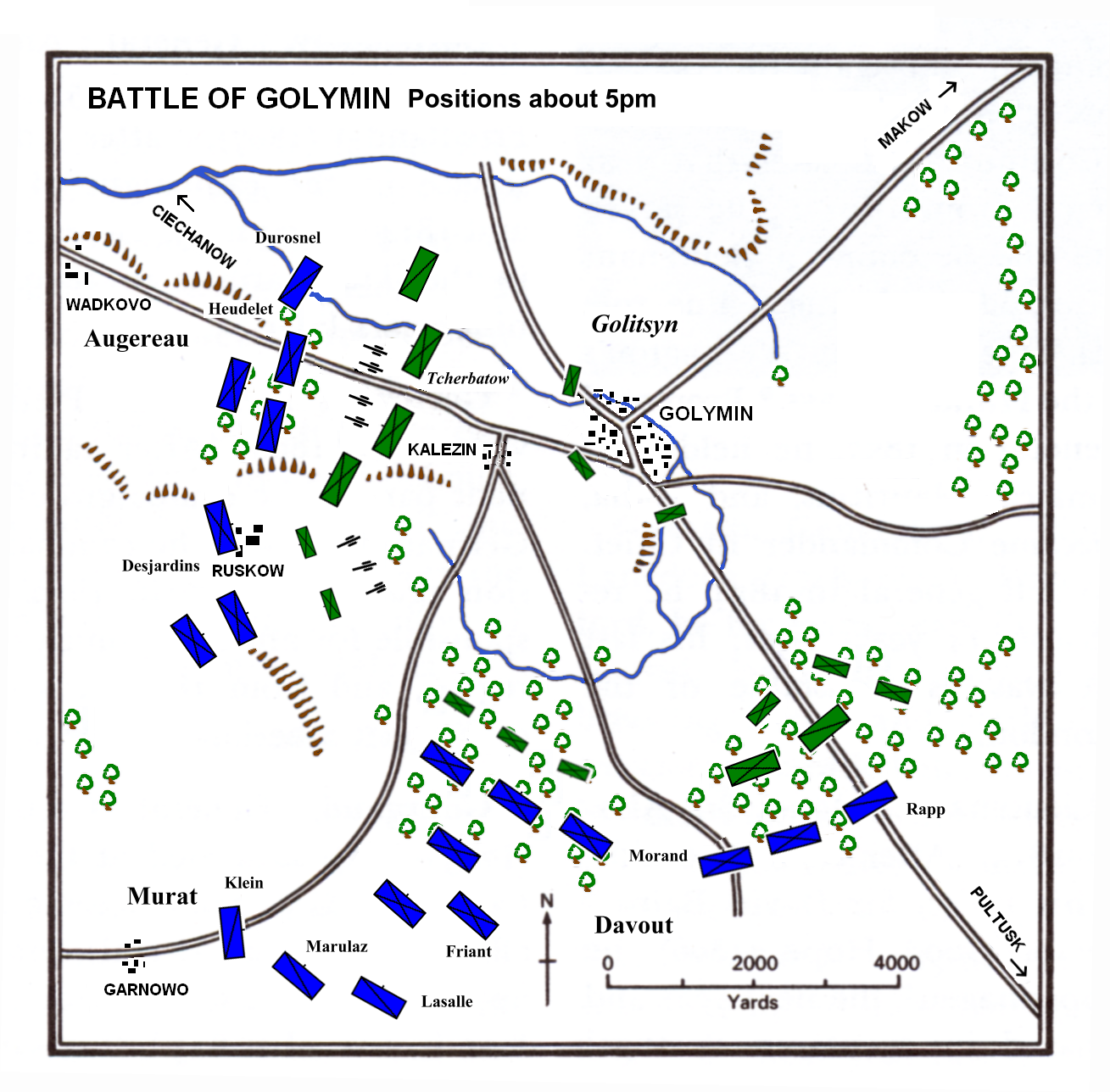
A csata állása délután öt órakor

Augereau támadásával egyidőben Murat megérkezett Garnow köré Klein és Milhaud lovas egységeivel és Davout könnyű lovasságával. Az orosz lovasság Golymintől délre az erdőben rejtőzött, de a terep alkalmatlan volt lovassági akcióra.
Golicin megerősítette seregét azzal a két lovasezreddel a 7. és 8. hadosztályból, akiket Augereau lovassága a ciechanowi úton tolt oda. Ugyanakkor Davout első hadosztálya Morand irányításával megérkezett délkeletről.  Az orosz herceg három gyalogsági zászlóaljat az erdőkbe és mocsarakba küldött Golymintól délre, és két lovas ezredet ezek fedezésére a Pultuski úton.
Körülbelül fél négykor Morand első dandárja indította el a támadást. Heves küzdelem után az oroszok kivonultak. Davout látta, hogy az oroszok is Makow felé vonulnak vissza, előre küldte Morand második hadosztályát a Pultuski úton. Rapp tábornok egy dragonyos egysége megtámadta az orosz lovasságot az úton, de észrevette, hogy a mocsárban mindkét oldalon orosz gyalogság veri fel a vizet, így biztonságba helyezte a lovasságát. A dragonyosok visszavonultak, Rapp pedig megsebesült. Ezek után az erdőben Morand erői sem próbáltak előre nyomulni, nem kockáztatták a további felesleges veszteségeket.
Éjszakára már elcsitultak a harcok, és az oroszok elkezdtek visszavonulni. Dohturov emberei elindultak a Makowba vezető úton, este 9-kor Golicin először az ágyúkat küldte el, aztán a lovasságot és gyalogságot.
Augereau december 27-én reggel elfoglalta Golymint.
A veszteségek mindkét oldalon 800 főt tettek ki.

### A csata elemzése
Golicin előnye a terepben és a fegyverekben rejlett, a franciáknak nem volt használható a tüzérsége. A francia támadások koordinálatlanok is voltak, későn is indultak, a célokat az égő falvak fénye világította meg.  Másrészt az emberek kimerültek, bár kettő az egyhez múlta felül a franciák száma az oroszokét.  A heves ellenállást látva  mondta Murat Napóleonnak: „Úgy gondoltuk, hogy az ellenség 50 000 főből áll.”
Összességében az eredményt orosz győzelemnek lehet tekinteni. Golicin elérte a célját, és Muratnak nem sikerült megállítani visszavonulást.

## Következmények
Golicin  herceg sikeres késleltető akciója és Soult hadtestének kudarca az orosz jobb szárny bekerítésére meghiúsította Napóleon terveit, hogy az orosz visszavonulás  vonalai mögé kerüljön és csapdába csalja őket a Narev folyónál. Az orosz gyalogság engedelmesen és makacsul ellenállva kitartott a franciák hatalmas nyomása alatt.
Az egyik francia tiszt, Marbot így írt erről:
„Az orosz hadosztályok ebben a pillanatban haladtak át a településen [Golyminen], annak tudatában, hogy  Lannes  marsall is menetel, hogy elvágja a visszavonulásuk útját Pultusk felé három mérföldre, őket próbálják elérni, hogy előtte érjenek oda, bármi áron. Ezért, bár a katonáink huszonöt lépésnyiről tüzeltek rájuk , akkor is tovább meneteltek válasz nélkül, tartva rendet, haladtak előre, mert minden pillanat drága volt. Tehát minden hadosztály, minden ezred,  szó nélkül, lanyhulás nélkül menetelt.  Az utcák tele voltak haldoklókkal és sebesültekkel, akik könyörögtek, de csak egy sóhajtás volt a válasz, mert tilos volt, hogy meghallgassák őket.”
Az orosz 5. és 7. hadosztály visszahátrált a hadsereg fő részéhez Rozannál. Bennigsen haderői átkeltek a Narewen visszavonultak Novgorod felé, és egyesültek 1807. január 1-jén Buxhowden erőivel.
December 28-án Napóleon megállította az előrenyomulást, és miután elvesztette a kapcsolatot az orosz hadsereggel, úgy döntött, hogy elvonul a téli szállásra. A csapatai kimerültek és elégedetlenek voltak, és az ellátásuk akadozott.
A pillanatnyi fegyvernyugvás nem tartott sokáig. 1807. február 8-án a két hadsereg a vérzivataros eylaui csatában ütközött meg egymással.

## Fordítás
- Ez a szócikk részben vagy egészben  a   Battle of Golymin című angol Wikipédia-szócikk fordításán alapul.  Az eredeti cikk szerkesztőit annak laptörténete sorolja fel. Ez a jelzés csupán a megfogalmazás eredetét és a szerzői jogokat jelzi, nem szolgál a cikkben szereplő információk forrásmegjelöléseként.